# Арзакан
Арзакан (вірм. Արզական) — село в марзі Котайк, у центрі Вірменії.